# Повратак природи
„Повратак природи” је југословенски документарни ТВ филм из 1985. године. Режирао га је Владимир Перовић а сценарио је написала Вида Томић.

## Улоге
| Глумац         | Улога |
| -------------- | ----- |
| Душан Савков   | Лично |
| Јозица Савков  | Лично |
| Велинка Савков | Лично |
| Горан Савков   | Лично |